# Rieux (Marne)
Rieux ist eine französische Gemeinde mit 194 Einwohnern (Stand: 1. Januar 2022) im Département Marne in der Region Grand Est (bis 2015 Champagne-Ardenne). Sie gehört zum Arrondissement Épernay und zum Gemeindeverband La Brie Champenoise. Die Bewohner werden Rieuxois genannt.

## Geografie
Die Gemeinde Rieux liegt im Osten der Landschaft Brie am Übergang zum westlichen Teil der Champagne sèche, der „Trockenen Champagne“, etwa 80 Kilometer östlich von Paris. Sie grenzt an das Département Aisne und an das Département Seine-et-Marne. Das 11,56 km² umfassende Gemeindegebiet zeichnet sich durch großflächige Äcker auf überwiegend flachem Bodenrelief aus; bis auf die Forste Bois Rabot und Bois Fort Pigeon im Süden finden sich nur kleine Waldreste. Im Gemeindegebiet von Rieux entspringt der kleine Fluss Ruisseau de Vinet, der wenige Kilometer weiter nördlich in den Petit Morin mündet. Die Gemeinde ist eine Ansammlung mehrerer Weiler und Einzelhöfe, der relativ zentral gelegene Weiler Rieux umfasst neben Mairie, Kirche und Friedhof nur etwa ein Dutzend Häuser. Weitere Weiler heißen Montrobert, Le Puits, Les Chanots, Le Monzet, Molincourt, Chénézard, Fontaine Armée, Villeperdue (teilweise) und Beigneaux. Umgeben wird Rieux von den Nachbargemeinden Mécringes im Norden und Osten, Morsains im Südosten, Tréfols im Süden, Montenils im Westen sowie Dhuys et Morin-en-Brie im Nordwesten.

## Geschichte
Das Gemeindegebiet von Rieux war 1814 Schauplatz der Schlacht bei Montmirail im Zuge der Befreiungskriege.

### Bevölkerungsentwicklung
| Jahr      | 1962 | 1968 | 1975 | 1982 | 1990 | 1999 | 2006 | 2014 | 2022 |
| Einwohner | 170  | 168  | 152  | 141  | 137  | 160  | 166  | 191  | 194  |

Im Jahr 1861 wurde mit 303 Bewohnern die bisher höchste Einwohnerzahl ermittelt. Die Zahlen basieren auf den Daten von cassini.ehess.fr und INSEE.

## Sehenswürdigkeiten
- Kirche Saint-Laurent aus dem 13. Jahrhundert, Monument historique[3]
- Lavoir im Weiler Molincourt

## Wirtschaft und Infrastruktur
Im Süden der Gemeinde werden drei Erdölquellen ausgebeutet. Sie sind Teil des 90 Quellen umfassenden Ölfelds von Morsains mit 725 Barrel Tagesausbeute (Stand 2017).
In Rieux sind neun Landwirtschaftsbetriebe ansässig, davon sieben Ackerbaubetriebe (Anbau von Getreide und Hülsenfrüchten), ein Viehzüchter und ein Winzer, der aber außerhalb der im Weinbaugebiet Champagne definierten Lagen keine Trauben zur Herstellung von Champagner verwenden darf.
Durch Rieux führt die Fernstraße D 41 von Montmirail nach La Ferté-Gaucher. In der 30 Kilometer entfernten Stadt Château-Thierry besteht Anschluss an die Autoroute A4 von Paris nach Nancy.

## Belege
1. ↑  Rieux auf cassini.ehess.fr
2. ↑  Rieux auf insee.fr
3. ↑  Eglise in der Base Mérimée des französischen Kulturministeriums (französisch)
4. ↑  Le pétrole (Ölfeld Morsains), auf morsains-village.monsite-orange.fr (französisch)
5. ↑  Landwirtschaftsbetriebe auf annuaire-mairie.fr (französisch)